# Grigny (Essonne)
Grigny település Franciaországban, Essonne megyében. Lakosainak száma 26 500 fő (2022. január 1.). Grigny Viry-Châtillon, Draveil, Fleury-Mérogis és Ris-Orangis községekkel határos.

## Népesség
A település népességének változása:
| Lakosok száma | 27 716 | 28 424 | 29 118 | 28 737 | 28 265 | 28 201 | 27 571 | 27 257 | 26 500 |
|               | 2013   | 2015   | 2016   | 2017   | 2018   | 2019   | 2020   | 2021   | 2022   |